# Bohdan Mykhaïlytchenko
Bohdan Vassyliovytch Mykhaïlytchenko (en ukrainien : Богдан Васильович Михайличенко), né le 21 mars 1997 à Boryspil en Ukraine, est un footballeur international ukrainien qui joue au poste d'arrière gauche au Polissia Jytomyr.

## Biographie

### En club

#### Débuts professionnels
Né à Boryspil en Ukraine, Bohdan Mykhaïlytchenko est formé au Dynamo Kiev à partir de 2010. Il joue son premier match en professionnel le 8 avril 2015, à l'occasion d'une rencontre de coupe d'Ukraine face au Zorya Louhansk. Il est titulaire au poste d'ailier gauche et son équipe s'impose par deux buts à zéro ce jour-là.
En juillet 2017 il est prêté au Stal Kamianske, où il joue 18 matchs toutes compétitions confondues en une demi-saison.

#### Zorya Louhansk
Le 19 juillet 2018, Bohdan Mykhaïlytchenko est prêté au Zorya Louhansk pour la saison 2018-2019, tout comme son coéquipier Oleksandr Tymchyk.
En juillet 2019, après s'être imposé dans l'équipe, il s'engage définitivement avec le Zorya Louhansk.

#### RSC Anderlecht
Le 3 août 2020, Bohdan Mykhaïlytchenko s'engage pour quatre ans avec le RSC Anderlecht, où il portera le numéro 14. Il joue son premier match sous ses nouvelles couleurs lors d'une rencontre de championnat face au K Saint-Trond VV le 16 août 2020. Il est titulaire ce jour-là et se fait remarquer en inscrivant également son premier but, participant ainsi à la victoire de son équipe par trois buts à un.

### Dinamo Zagreb
Le 24 juillet 2023, Bohdan Mykhaïlytchenko rejoint la Croatie afin de s'engager en faveur du club le plus titré du pays, le Dinamo Zagreb. Il devient ainsi le premier joueur ukrainien à jouer pour le Dinamo Zagreb.

### Polissya Zhytomyr
Le 25 janvier 2024, lors du mercato hivernal, Bohdan Mykhaïlytchenko quitte le Dinamo Zagreb afin de signer en faveur du Polissya Zhytomyr.

### En sélection
Bohdan Mykhaïlytchenko fête sa première sélection avec l'équipe d'Ukraine espoirs le 24 mars 2016 face à l'Autriche. Il est titulaire lors de cette rencontre qui se solde par la victoire des siens (0-1).
En mai 2024, il fait partie de la liste des 26 joueurs convoqués par Serhiy Rebrov en vue de l'Euro 2024.

## Statistiques

### En club
| Saison                | Club                    | Championnat           | Championnat | Championnat | Championnat | Coupe(s) nationale(s) | Coupe(s) nationale(s) | Coupe(s) nationale(s) | Compétition(s) continentale(s) | Compétition(s) continentale(s) | Compétition(s) continentale(s) | Compétition(s) continentale(s) | Autres compétitions | Autres compétitions | Autres compétitions | Autres compétitions | Total | Total | Total |
| Saison                | Club                    | Division              | M.          | B.          | P.d.        | M.                    | B.                    | P.d.                  | Comp.                          | M.                             | B.                             | P.d.                           | Comp.               | M.                  | B.                  | P.d.                | M.    | B.    | P.d.  |
| 2014-2015             | Dynamo Kiev             | Premier-Liha          | 1           | 0           | 0           | 1                     | 0                     | 0                     | C3                             | -                              | -                              | -                              | -                   | -                   | -                   | -                   | 2     | 0     | 0     |
| 2017-2018             | Stal Kamianske (prêt)   | Premier-Liha          | 16          | 0           | 2           | 2                     | 0                     | 0                     | -                              | -                              | -                              | -                              | PO                  | -                   | -                   | -                   | 18    | 0     | 2     |
| Sous-total            | Sous-total              | Sous-total            | 17          | 0           | 2           | 3                     | 0                     | 0                     | -                              | -                              | -                              | -                              | -                   | -                   | -                   | -                   | 20    | 0     | 2     |
| 2018-2019             | Zorya Louhansk (prêt)   | Premier-Liha          | 13          | 0           | 0           | 3                     | 0                     | 0                     | C3                             | 4                              | 0                              | 0                              | PO                  | 8                   | 0                   | 0                   | 28    | 0     | 0     |
| 2019-2020             | Zorya Louhansk          | Premier-Liha          | 20          | 1           | 3           | 1                     | 0                     | 0                     | C3                             | 5                              | 0                              | 1                              | PO                  | 9                   | 2                   | 0                   | 35    | 3     | 4     |
| Sous-total            | Sous-total              | Sous-total            | 33          | 1           | 3           | 4                     | 0                     | 0                     | -                              | 9                              | 0                              | 1                              | -                   | 17                  | 2                   | 0                   | 63    | 3     | 4     |
| 2020-2021             | RSC Anderlecht          | Division 1A           | 17          | 1           | 1           | 4                     | 0                     | 1                     | -                              | -                              | -                              | -                              | PO1                 | 6                   | 0                   | 0                   | 27    | 1     | 2     |
| 2021-2022             | RSC Anderlecht          | Division 1A           | 14          | 0           | 0           | 4                     | 0                     | 0                     | C4                             | 2                              | 0                              | 0                              | PO1                 | 4                   | 0                   | 0                   | 24    | 0     | 0     |
| Sous-total            | Sous-total              | Sous-total            | 31          | 1           | 1           | 8                     | 0                     | 1                     | -                              | 2                              | 0                              | 0                              | -                   | 10                  | 0                   | 0                   | 51    | 1     | 2     |
| 2022-2023             | Chakhtar Donetsk (prêt) | Premier-Liha          | 25          | 2           | 3           | -                     | -                     | -                     | C1+C3                          | 4+3                            | 0+0                            | 2+0                            | -                   | -                   | -                   | -                   | 32    | 2     | 5     |
| Total sur la carrière | Total sur la carrière   | Total sur la carrière | 106         | 4           | 9           | 15                    | 0                     | 1                     | -                              | 18                             | 0                              | 3                              | -                   | 27                  | 2                   | 0                   | 166   | 6     | 13    |

## Palmarès

### En club
|  |  | Dynamo Kiev - Championnat d'Ukraine (1) : - Champion : 2015 - Coupe d'Ukraine (1) : - Vainqueur : 2015 - Supercoupe d'Ukraine : - Finaliste : 2015 |  | RSC Anderlecht - Coupe de Belgique : - Finaliste : 2022 |  | Chakhtar Donetsk - Championnat d'Ukraine (1) : - Champion : 2023 |